# Maori cigányréce
A maori cigányréce (Aythya novaeseelandiae) a lúdalakúak rendjébe, ezen belül a récefélék (Anatidae) családjába és az Aythya nembe tartozó vízimadár.

## Előfordulása
Új-Zélandon honos.

## Megjelenése
A gácsérnak egy kicsit díszesebb feje van, mint a tojónak.
|  |  |

## Életmódja
A maori cigányréce garnélával táplálkozik és körülbelül 20 évig él.